# تراسا
تِراسا (کاتالونیایی: Terrassa؛ ‏تلفظ در کاتالان: [təˈrasə]) یک شهرستان در اسپانیا است که در استان بارسلون واقع شده‌است.

## خصوصیات
تِراسا ۷۰٫۲ کیلومترمربع مساحت و ۲۱۵٬۶۷۸inh نفر جمعیت دارد و ۲۸۶ متر بالاتر از سطح دریا واقع شده‌است.